# Acanthagrion adustum
Acanthagrion adustum är en trollsländeart som beskrevs av Williamson 1916. Acanthagrion adustum ingår i släktet Acanthagrion och familjen dammflicksländor. IUCN kategoriserar arten globalt som livskraftig. Inga underarter finns listade i Catalogue of Life.